# Lochmorhynchus mucidus
Lochmorhynchus mucidus là một loài ruồi trong họ Asilidae. Lochmorhynchus mucidus được Walker miêu tả năm 1837.